# Saison 2016 de l'équipe cycliste Novo Nordisk
La saison 2016 de l'équipe cycliste Novo Nordisk est la neuvième de cette équipe.

## Préparation de la saison 2016

### Arrivées et départs
| Arrivées         | Équipe 2015              |
| ---------------- | ------------------------ |
| Mehdi Benhamouda | Novo Nordisk Development |
| Brian Kamstra    | Novo Nordisk Development |

| Départs            | Équipe 2016 |
| ------------------ | ----------- |
| Scott Ambrose      | ?           |
| Benjamin Dilley    | ?           |
| Simon Strobel      | ?           |
| Thomas Raeymaekers | ?           |

## Coureurs et encadrement technique

### Effectif
| Cycliste             | Date de naissance | Nationalité      | Équipe 2015              |  |
| -------------------- | ----------------- | ---------------- | ------------------------ |  |
| Scott Ambrose        | 23 janvier 1995   | Nouvelle-Zélande | Novo Nordisk             |  |
| Mehdi Benhamouda     | 2 janvier 1995    | France           | Novo Nordisk Development |  |
| Corentin Cherhal     | 19 janvier 1994   | France           | Novo Nordisk             |  |
| Stephen Clancy       | 19 juillet 1992   | Irlande          | Novo Nordisk             |  |
| Ruud Cremers         | 3 janvier 1992    | Pays-Bas         | Novo Nordisk             |  |
| Gerd de Keijzer      | 18 janvier 1994   | Pays-Bas         | Novo Nordisk             |  |
| Kevin De Mesmaeker   | 24 juillet 1991   | Belgique         | Novo Nordisk             |  |
| Benjamin Dilley      | 18 septembre 1991 | États-Unis       | Novo Nordisk             |  |
| James Glasspool      | 8 juin 1991       | Australie        | Novo Nordisk             |  |
| Joonas Henttala      | 17 septembre 1991 | Finlande         | Novo Nordisk             |  |
| Brian Kamstra        | 5 juillet 1993    | Pays-Bas         | Novo Nordisk Development |  |
| Nicolas Lefrançois   | 27 avril 1987     | France           | Novo Nordisk             |  |
| David Lozano         | 21 décembre 1988  | Espagne          | Novo Nordisk             |  |
| Javier Mejías        | 30 septembre 1983 | Espagne          | Novo Nordisk             |  |
| Andrea Peron         | 28 octobre 1988   | Italie           | Novo Nordisk             |  |
| Charles Planet       | 30 octobre 1993   | France           | Novo Nordisk             |  |
| Martijn Verschoor    | 4 mai 1985        | Pays-Bas         | Novo Nordisk             |  |
| Christopher Williams | 10 novembre 1981  | Australie        | Novo Nordisk             |  |
| Stagiaire            | Date de naissance | Nationalité      | Équipe 2016              |  |
| Quentin Valognes     | 19 juin 1996      | France           | Novo Nordisk Development |  |
| Rik van IJzendoorn   | 22 août 1987      | Pays-Bas         | Novo Nordisk Development |  |

## Bilan de la saison

### Victoires
| Date | Course | Pays | Classe | Vainqueur |
| ---- | ------ | ---- | ------ | --------- |

### Résultats sur les courses majeures
Les tableaux suivants représentent les résultats de l'équipe dans les principales courses du calendrier international dans lesquelles l'équipe bénéficie d'une invitation (les cinq classiques majeures et les trois grands tours). Pour chaque épreuve est indiqué le meilleur coureur de l'équipe, son classement ainsi que les accessits glanés par Novo Nordisk sur les courses de trois semaines.

#### Classiques
| Classique            | Milan-San Remo | Tour des Flandres | Paris-Roubaix | Liège-Bastogne-Liège | Tour de Lombardie |
| -------------------- | -------------- | ----------------- | ------------- | -------------------- | ----------------- |
| Coureur (classement) |                |                   |               |                      |                   |

#### Grands tours
| Grand tour           | Tour d'Italie | Tour de France | Tour d'Espagne |
| -------------------- | ------------- | -------------- | -------------- |
| Coureur (classement) |               |                |                |
| Accessits            |               |                |                |